# Hoya dolichosparte
Hoya dolichosparte ist eine Pflanzenart der Gattung der Wachsblumen (Hoya) aus der Unterfamilie der Seidenpflanzengewächse (Asclepiadoideae).

## Merkmale
Hoya dolichosparte ist eine ausdauernde, epiphytische, kletternde Pflanze mit dünnen Trieben und weit auseinander stehenden Blättern bzw. langen Internodien. Die kahlen Triebe verholzen rasch und sind dicht besetzt mit kurzen Haftwurzeln. Die Blätter sind gestielt, die Stiele sind dick und 1 bis 2 cm lang. Die Blattspreiten sind eiförmig, 9 bis 13,5 cm lang und 6,5 bis 9 cm breit. Die Blattnervatur ist ausgeprägt. 3 bis 5 Hauptadern sind durch seitliche Adern netzförmig miteinander verbunden.
Die doldenförmigen Blütenstände enthalten 15 bis 40 Blüten. Sie haben eine konvex gewölbte Oberseite und stehen aufrecht. Die kahlen Blütenstandsstiele sind typischerweise recht kurz, meist kürzer als 2 cm. Die weiße, sternförmige Blütenkrone hat einen Durchmesser von 1,3 cm. Die Kelchblätter sind eiförmig, stumpf auslaufend und 2 mm lang. Sie sind innen kahl und außen spärlich behaart. Die länglich-eiförmigen Kronblattzipfel sind spitz zulaufend. Die Blütenkrone ist außen kahl, innen papillös bis sehr fein flaumig behaart. Die weißlichen Zipfel der Nebenkrone sind elliptisch und zugespitzt. Die äußeren Fortsätze sind geringfügig höher als die inneren Fortsätze. Sie sind hellrot.
Die Pollinien sehr mit 560 µm sehr lang und vergleichsweise schmal (180 µm). Sie besitzen nur einen sehr schmalen hyalinen, äußeren Rand. Die Caudiculae (Translatorarme) sind mit einer max. Länge von 90 µm sehr kurz und dick mit langen Flügeln (ca. 125 µm). Das grob rhombenförmige Corpusculum ist 210 µm lang. Die obere Spitze ist stumpf, der Apex läuft in zwei Spitzen aus. Die obere Breite beträgt 130 µm, die untere Breite 90 µm.

## Ähnliche Art
Hoya dolichosparte hat im vegetativen Habitus Ähnlichkeit mit Hoya camphorifolia. Die beiden Arten kommen oft im selben Habitat vor. Die beiden Arten unterscheiden sich vor allem durch den Blütenstand. Hoya dolichosparte ist außerdem nahe mit Hoya nicholsoniae F. Muell. verwandt. Auch Hoya bandaensis Schltr., wurde mit Hoya dolichosparte verglichen. Sie unterscheidet sich durch die sehr langen und sehr hoch hinauf kletternden Triebe sowie die  weißlichen Kronblätter mit weißer, in der Mitte roter Nebenkrone. Hoya loyceandrewsiana unterscheidet sich durch größere Blätter und die größeren Blüten.

## Geographische Verbreitung und Habitat
Die Art ist endemisch auf Sulawesi (Indonesien). Sie kommt von Meereshöhe bis etwa 600 Meter über dem Meeresspiegel vor. Sie wächst dort epiphytisch im Unterholz und auf Bäumen entlang der Meeresküsten und entlang von Flüssen und Seen. Hoya dolichosparte wurde aber auch in Büschen entlang von Plantagen gefunden. In Gegenden mit Kalksteinuntergrund wächst sie auch terrestrisch an steilen Kalksteinfelsen. Rudolf Schlechter traf sie blühend im Januar 1910 an.

## Taxonomie
Das Taxon wurde 1916 von Rudolf Schlechter erstmals beschrieben. Der Holotyp stammte von Sulawesi und wird im Herbarium des Botanischen Gartens Berlin aufbewahrt (Schlechter 20642).